# Fenrir (måne)
Fenrir är en av Saturnus månar. Den upptäcktes av Scott S. Sheppard, David C. Jewitt, Jan Kleyna och Brian G. Marsden 2004, och gavs den tillfälliga beteckningen S/2004 S 16. Den heter också Saturn XLI.
Den har en visuell magnitud på 25, vilket gör den till en av de svagaste kända månarna i solsystemet. Den upptäcktes med hjälp av några av de största teleskop i världen. Fenrir namngavs efter Fenrisulven, jättevargen från nordisk mytologi.
Fenrir är ca 4 kilometer i diameter och har ett genomsnittligt avstånd på cirka 22 200 000 kilometer från Saturnus. Fenrir har en lutning av 163° till ekliptikan (143° till Saturnus ekvator) med en excentricitet på 0,136.